# 玉つきゲームは楽しいね
『玉つきゲームは楽しいね』（Cue Ball Cat、1950年11月25日、劇場公開時『猫の玉つき王』）はトムとジェリーの作品の一つ。日本においては現在パブリックドメインとなっている。

## スタッフ
- 監督 - ウィリアム・ハンナ　ジョセフ・バーベラ
- 製作 - フレッド・クインビー
- 作画 - ケネス・ミューズ　エド・バージ　レイ・パターソン　アーヴン・スペンス
- 音楽 - スコット・ブラッドリー

## 作品内容
静まりかえったビリヤード場で、トムはビリヤードを思う存分楽しんでいた。一方、ポケットの奥底で眠っていたジェリーは奇妙な音に目を覚ます。すると上から玉が降ってきた。
ポケットの中で玉に追われて頭にきたジェリーはポケットの外に出るがトムに見つかってしまう。巧みなビリヤードの腕で数々の妙技を披露しジェリーを追い詰めるトムと、玉より小さいながらも得意の回避術でトムに対抗するジェリー。こうしてテーブルの上で珍奇な追いかけっこが始まった。
ポケットの中にジェリーを追い詰めたトムは、キューで奥を突き始めるが、勢い余って別のポケットからはみ出たキューと共に針を持ったジェリーが登場し、自ら尻に針を刺してしまったトムはあまりの痛さに飛び上がってしまう。
その拍子にポケットにはまり身動きが取れなくなってしまったトム。そこへジェリーがラックを組みブレイクショットを放つ。ワンストロークで玉が次々にポケットする中、最後の1個はトムの眼前へ。すかさずジェリーはキューでトムをぶん殴り玉を飲み込ませ、残らずポケットインさせるのだった。

## 登場キャラクター
トム
ビリヤードをしているところをジェリーに邪魔され、様々な方法を駆使してジェリーを追い詰める。だが立場はやがて逆転し、最後はジェリーに針で尻を突かれてポケットにはまり、ジェリーが突いた玉を飲み込まされた。
ジェリー
ビリヤード台の内部で寝ていたところを玉に襲われ、その犯人がトムだったのを知ると様々な仕返しをする。玉を駆使したトムの攻撃で追い詰められそうになるも、最後はトムが自身を捕まえようとポケットに差し込んだキューの先に針を結び付け、その針でトムの尻を突いてポケットにはまらせた後、自身が放った玉をトムに飲み込ませる仕返しでとどめを刺した。